# Кёйперс, Уго
Уго Жан-Марк Кёйперс (фр. Hugo Jean-Marc Cuypers; род. 7 февраля 1997, Льеж, Бельгия) — бельгийский футболист, нападающий клуба «Чикаго Файр».

## Клубная карьера
Кёйперс — воспитанник клуба «Стандард» из своего родного города. 3 апреля 2016 года в матче против «Васланд-Беверен» он дебютировал в Жюпиле-лиге. В сезоне 2016/2017 года для получения игровой практики Уго на правах аренды выступал за клуб Второго дивизиона Бельгии «Серен».
Летом 2017 года Кёйперс перешёл в греческий «Эрготелис». 29 октября в матче против «Калитеи» он дебютировал во Втором дивизионе Греции. 5 ноября 2017 года в поединке против «Киссамикоса» Уго забил свой первый гол за «Эрготелис». По итогам сезона он стал лучшим бомбардиром команды и вторым лучшим бомбардиром турнира.
Летом 2019 года Кёйперс перешёл в «Олимпиакос», но для получения игровой практики отдал его в аренду во французский «Аяччо».
Летом 2021 года Кёйперс вернулся в Бельгию, подписав контракт с «Мехеленом» на четыре сезона с опцией продления ещё на один сезон.
Летом 2022 года Кёйперс перешёл в «Гент», подписав контракт на четыре сезона. По итогам сезона 2022/23 он стал лучшим бомбардиром чемпионата Бельгии.
6 февраля 2024 года Кёйперс перешёл в клуб MLS «Чикаго Файр», подписав в качестве назначенного игрока контракт до конца сезона 2026 с опцией продления на сезон 2027. Трансфер, оцениваемый в сумму 12 млн долларов и ещё 2 млн долларов в виде бонусов, стал самым крупным приобретением в истории американского клуба. В MLS он дебютировал 24 февраля в матче стартового тура сезона 2024 против «Филадельфии Юнион».

## Достижения
Командные
«Стандард»
- Обладатель Кубка Бельгии: 2015/16

«Олимпиакос»
- Чемпион Греции: 2020/21

Личные
- Лучший бомбардир чемпионата Бельгии: 2022/23 (24 гола)